# Tensiometer
Et tensiometer er et måleinstrument, som især anvendes inden for overfladefysik til at bestemme overfladespænding, grænsefladespænding og såvel statiske som dynamiske kontaktvinkler.
I jordbruget findes en version af instrumentet, som har en praktisk anvendelse, nemlig som én af de følere, der regulerer vandingen til væksthusplanter.